# La otra dimensión
La otra dimensión es el cuarto álbum de estudio del grupo Él Mató a un Policía Motorizado. Fue grabado entre el año 2017 y 2019, y está compuesto y escrito principalmente por Santiago Motorizado, bajista y cantante de la banda. Este disco se compone por lados B y outtakes del álbum anterior (La síntesis O'konor), versiones acústicas de «El tesoro» o «La noche eterna» y re-versiones de otros temas.
En «Las luces» (Versión 2019)" aparece Anabella Cartolano (vocalista y guitarrista de Las Ligas Menores) como invitada en la voz, a dúo con Santiago Motorizado.